# Fuyumi Ono
Fuyumi Ono (小野 不由美 Ono Fuyumi) (Nakatsu Ōita, Kyūshū, 1960) es una escritora japonesa, conocida por sus novelas ligeras, especialmente por su serie de fantasía Los Doce Reinos (十二国記 Jūni Kokuki), en la cual está basada una popular serie de anime. Después de casarse, su nombre cambió a Fuyumi Uchida (内田不由美 Uchida Fuyumi) ya que adoptó el apellido de su marido Naoyuki Uchida (内田直行 Uchida Naoyuki), pero como autora continúa usando el de soltera.

## Biografía
Fuyumi se graduó de la universidad Ōtani, en Kyōto. Trabajó para la editorial Kōdansha (1988), una de las grandes distribuitoras de manga. Debutó con Insomne en vísperas del cumpleaños (baasudei ibu ha nemurenai バースデイ・イブは眠れない ).
Fuyumi Ono se casó con Naoyuki Uchida, novelista que escribe bajo el seudónimo Yukito Ayatsuji (綾辻行人  Ayatsuji Yukito) el creador de la serie Another
De acuerdo con una entrevista realizada por Anime News Network, está reescribiendo una serie de shōjo de horror que había escrito hacía tiempo.

## Obras

### Novelas
- Insomne en vísperas del cumpleaños (Can't Sleep on Birthday Eve (バースデー・イブは眠れない) 1988 Kodansha
- Mephisto and Waltz! (メフィストとワルツ!) 1988 Kodansha ISBN 978-4-06-190249-7, continuación de Insomne en vísperas del cumpleaños
- Evil Spirits Aren't Scary (悪霊なんかこわくない) 1989 Kodansha ISBN 978-4-06-190257-2
- Serie de los Espírutos malignos (Evil Spirit Series; 悪霊シリーズ - Akuryō series) Kodansha
  - There are lots of Evil Spirits?! (悪霊がいっぱい!?) 1989 ISBN 978-4-06-190311-1
  - There are really lots of Evil Spirits! (悪霊がホントにいっぱい!) 1989 ISBN 978-4-06-190365-4
  - Too many Evil Spirits to sleep (悪霊がいっぱいで眠れない) 1990 ISBN 978-4-06-190417-0
  - A lonely Evil Spirit (悪霊はひとりぼっち) 1990 ISBN 978-4-06-190485-9
  - I Don't Want to Become an Evil Spirit! (悪霊になりたくない!) 1991 ISBN 978-4-06-190594-8
  - Don't Call me an Evil Spirit (悪霊と呼ばないで) 1991
  - I don't mind Evil Spirits (悪霊だってヘイキ!) 1992 ISBN 978-4-06-198696-1
- Charmed 17 year old (呪われた17歳) 1990 朝日ソノラマ
  - 17 Springs Passed (過ぎる十七の春 Sugiru Jūshichi no Haru)1995 Kodansha ISBN 978-4-06-255201-1, adaptación de Charmed 17 year old
- Green Home Spirits (グリーンホームの亡霊たち) 1990年朝日ソノラマ刊
  - Home, Green Home (緑の我が家 ) 1997 Kodansha ISBN 978-4-06-255294-3、an adaptación de Green Home Spirits
- Demon's Child (魔性の子　Mashō no Ko) 1991 Kodansha ISBN 4-10-124021-3  (relacionado con Los Doce Reinos
- Los Doce Reinos (十二国記) Novelas
  - Tsuki no Kage, Kage no Umi (月の影影の海) 1992 ISBN 4-06-255071-7 Sombra de la Luna, El mar de las tinieblas” 
  - Kaze no Umi, Meikyū no Kishi (風の海迷宮の岸) 1993 ISBN 4-06-255114-4 Mar del viento, Orilla del laberinto
  - Higashi no Watatsumi, Nishi no Sōkai (東の海神西の滄海) 1994 ISBN 4-06-255168-3 Dios del mar en el mar del Este, Extenso en el del Oeste
  - Kaze no Banri, Reimei no Sora (風の万里　黎明の空) 1994 ISBN 4-06-255175-6 Mil millas de viento, El cielo del amanecer
  - Tonan no Tsubasa (図南の翼) 1996 ISBN 4-06-255229-9 Las Alas Aspiradas
  - Tasogare no Kishi, Akatsuki no Sora (黄昏の岸　暁の天) 2001 ISBN 4-06-255546-8 La orilla en crepúsculo, El cielo al amanecer (黄昏の岸 暁の天) 
    - Kasho no Yume (華胥の幽夢)2001 ISBN 4-06-255573-5 El sueño de prosperidad Historias cortas
      - Kasho(華胥)
      - Toei (冬栄) (Prosperity in Winter)
      - Shokan (書簡) (Correspondence)
      - Kizan (帰山)
      - Jogetsu (乗月)

  - "Hisho no Tori" (丕緒の鳥)2008 Las aves de Hisho
  - "Rakusho no Goku" (落照の獄)2009 Una cárcel de luz menguante
- London, 1888 (倫敦、1888) 10/1993 Logout
- Strange Tōkei Tales (東亰異聞 - Tōkei Ibun) (finalista del Premio Japónés de Novela de Fantasía 1993) 1994 Kodansha ISBN 978-4-10-124022-0
- Ghost Hunt Series (ゴースト・ハントシリーズ), continuación de la serie Evil Spirit
  - Nightmare Dwelling (悪夢の棲む家) 1994 Kodansha ISBN 978-4-06-255156-4
- Corpse Demon (屍鬼 Shiki) 1998 Kodansha ISBN 978-4-10-397002-6
- Island of the Black Shrine (黒祠の島) 2001 Kodansha ISBN 978-4-396-33164-1
- Kura no Kami (くらのかみ) 2003 Kodansha ISBN 978-4-06-270564-6
- Ghost Stories Storybook (鬼談草紙) Serializada desde junio de 2000 en la revista Yuu